# Шарапов Сергій Федорович
Шарапов Сергій Федорович (1855—1911) — російський мислитель, економіст, публіцист, громадський діяч, письменник, підприємець, винахідник. Послідовний критик грошової реформи Сергія Вітте 1897 року. Представник пізнього слов'янофільства.

## Життєпис
Народився 1 червня 1855 року в маєтку Соснівка В'яземського повіту Смоленської губернії Російської імперії в родовитій дворянській родині Федора Федоровича та Лідії Сергіївни.
Після 2-ї Московської військової гімназії (поступив в 1868, закінчив з відзнакою в 1872) Сергій продовжив освіту в Миколаївському інженерному училищі в Санкт-Петербурзі, яке незабаром був змушений покинути через хворобу матері (1874), так і не закінчивши повного курсу, але отримавши спеціальність сапера.
З початком бойових дій на Балканах, Шарапов відправився добровольцем на війну в Боснії. Керував військовими діями по 1 травня 1876 року, потім був захоплений у Загребі угорською владою і в травні 1877 випущений на свободу. Працював за кордоном як кореспондент провідної санкт-петербурзької газети «Новий час». Повернувшись восени 1878 на батьківщину, він вийшов у відставку і зайнявся сільським господарством, оселившись в Соснівці. Продовжуючи господарювати, прославився як винахідник плугів нової системи, які з успіхом експонувалися на багатьох виставках (їх творець отримав 16 нагород, в тому числі 10 перших), і засновник Сосновської майстерні цих плугів. У 1903 році російське Міністерство землеробства послало колекцію плугів товариства «Орач» на сільськогосподарську виставку в Аргентину. Російські експонати, зокрема колекція сільськогосподарського інвентарю, мали там великий успіх.
З 1905 року брав активну участь в монархічному русі, був одним із засновників Союзу Російських Людей у Москві, проте незабаром створив власну Руську народну партію, що не мала втім серйозного значення. Часто виступав з доповідями в Російському Зборах, був учасником монархічних з'їздів. Шарапов був активним учасником слов'янського руху, був віце-президентом Аксаковського літературного і політичного товариства в Москві.